# Сельское поселение «Горекацанское»
Се́льское поселе́ние «Горекацанское» — муниципальное образование в Улётовском районе Забайкальского края Российской Федерации.
Административный центр — село Горекацан.

## История
Статус и границы сельского поселения установлены Законом Читинской области от 19 мая 2004 года «Об установлении границ, наименований вновь образованных муниципальных образований и наделении их статусом сельского, городского поселения в Читинской области».

## Население
| 2010  | 2011  | 2012  | 2013  | 2014  | 2015  | 2016  |
| ----- | ----- | ----- | ----- | ----- | ----- | ----- |
| 1076  | ↘1074 | ↘1070 | ↘1048 | ↗1051 | →1051 | ↘1031 |
| 2017  | 2018  | 2019  | 2020  | 2021  |       |       |
| ↘1029 | ↘1027 | ↘1014 | ↘999  | ↘803  |       |       |

## Состав сельского поселения
| № | Населённый пункт | Тип населённого пункта       | Население |
| - | ---------------- | ---------------------------- | --------- |
| 1 | Горека           | село                         | ↘299      |
| 2 | Горекацан        | село, административный центр | ↘357      |
| 3 | Шехолан          | село                         | ↘327      |